# Bateria do Morro do Valongo
A Bateria do Morro do Valongo localizava-se no alto do morro do Valongo (hoje morro da Conceição), no bairro portuário da Saúde, no centro histórico da cidade e estado do Rio de Janeiro, no Brasil.

## História
Esta estrutura é relacionada por SOUZA (1885), sem maiores detalhes, entre as baterias diversas outrora existentes para a defesa da cidade do Rio de Janeiro (op. cit., p. 111).
O alto do morro do Valongo é ocupado, atualmente, pelo Observatório do Valongo, da Universidade Federal do Rio de Janeiro.